# Koszt alternatywny
Koszt alternatywny (również koszt utraconych możliwości lub koszt utraconych korzyści) – miara wartości utraconych korzyści w związku z niewykorzystaniem w najlepszy sposób dostępnych zasobów. Inaczej mówiąc, koszt alternatywny jest to wartość najlepszej z możliwych korzyści, utraconej w wyniku dokonanego wyboru.
Koszt alternatywny jest kluczowym pojęciem w ekonomii, zajmującej się jak najbardziej efektywnym wykorzystywaniem ograniczonych zasobów.
Koszty alternatywne nie ograniczają się do kosztów pieniężnych lub finansowych: rzeczywisty koszt utraconej produkcji, straconego czasu, przyjemności lub innych korzyści zapewniających użyteczność należy również uznać za koszt alternatywny. Koszt alternatywny produktu lub usługi to przychód, który można uzyskać dzięki jego alternatywnemu wykorzystaniu. Innymi słowy, koszt alternatywny to koszt kolejnej najlepszej alternatywy produktu lub usługi.
Koszt alternatywny jest podstawą myślenia ekonomicznego. Jeżeli alternatywne rozwiązanie dałoby lepsze efekty niż realizowany wariant (koszt alternatywny przewyższa korzyści uzyskane z realizacji przyjętego wariantu), to oznacza, że podjęta decyzja jest nieracjonalna.
Friedrich August von Hayek skonstatował, że zasada kosztów alternatywnych stanowi, iż „inne, konkurencyjne użycia danego składnika powodują ograniczenie ilości dóbr dostępnych dla danej linii produkcyjnej w taki sposób, że wartość produktu nie spadnie poniżej sumy wartości, którą wszystkie składniki produkcji uzyskują w tych konkurencyjnych zastosowaniach”.

## Historia
Friedrich von Wieser w 1876 roku opracował subiektywistyczną koncepcję kosztu alternatywnego, chlubił się również sformułowaniem terminu: koszt alternatywny. W 1894 r. użył go również David L. Green w artykule w „Quarterly Journal of Economics” zatytułowanym „Koszt bólu i koszt możliwości”. Zagadnienie było opisywane przez wcześniejszych autorów, w tym Benjamina Franklina i Frédérica Bastiata. Franklin utożsamiany jest ze znaną frazą „Czas to pieniądz”, a jego uzasadnienie dotyczące kosztów alternatywnych zostało przedstawione w jego „Poradzie dla młodego kupca” (1748): „Pamiętaj, że czas to pieniądz. Mógłbyś zarobić dziesięć szylingów w ciągu dnia, lecz wychodząc sobie na spacer czy siedząc bezczynnie przez pół dnia, nawet jeśli w tym czasie wydałbyś zaledwie sześć pensów na swoją rozrywkę i wypoczynek, to oprócz tych wydatków, nie zdajesz sobie z tego sprawy, w istocie wydałeś lub raczej zmarnowałeś pięć szylingów”. W napisanej około 1769 roku pracy pt. "Wartości i waluty" ("Valeurs et Monnaies") Anne-Robert-Jacques Turgot w swoich rozważaniach o koszcie produktu, jako podstawowej wartości, czyni dygresje na temat faktu, że kosztem są również poświęcone możliwości produkcyjne. Wcześniej, w napisanym na początku 1730 roku, a opublikowanym w 1755 roku dziele pt. "Ogólne rozważania nad prawami handlu", Richard Cantillon jednoznacznie brał pod uwagę istnienie kosztu alternatywnego.